# Steve McQueen
Terrence Stephen "Steve" McQueen, född 24 mars 1930 i Beech Grove i Indiana, död 7 november 1980 i Ciudad Juárez i Mexiko, var en amerikansk skådespelare.

## Biografi

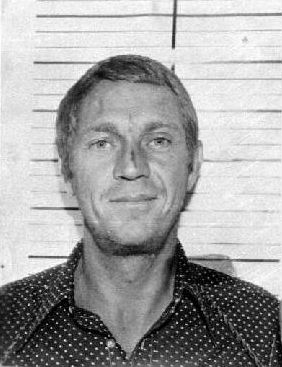
Steve McQueen på ett polisfoto 1972.

Steve McQueen växte upp under tuffa omständigheter. Fadern William Terence McQueen lämnade familjen när McQueen var ett halvår. Han lämnades av sin mor Julia Ann hos morföräldrarna i Slater i Missouri där han växte upp från tre års ålder. När depressionen kom flyttade han tillsammans med morföräldrarna in hos morbrodern. McQueen hade goda minnen från uppväxten hos morbrodern. När han var åtta hämtades han av sin mamma. Han bodde nu med mamman och hennes nya man. Styvfadern misshandlade honom och nio år gammal flydde McQueen hemmet och levde på gatan. Han anslöt sig till ett gäng men skickades tillbaka till morbrodern i Slater. När han var tolv fick han åter bo hos sin mamma och en ny styvfar men åkte återigen tillbaka till morbrodern. 14 år gammal återvände McQueen till modern i Los Angeles och kom åter med i gäng. 
Han hamnade som bråkig tonåring på ett ungdomshem, Boy's Republic reformatory School, i Chino i Kalifornien. 16 år gammal lämnade Mcqueen ungdomshemmet och flyttade in hos mamman som nu flyttat till Greenwich Village i New York. Kort därefter tog han anställning på ett fartyg som skulle till Dominikanska republiken men han lämnade strax sitt nya jobb. Han drev sedan runt och arbetade bland annat som skogshuggare, oljefältsarbetare och strandgodssökare. 
Åren 1947-1951 gjorde McQueen militärtjänst i den amerikanska marinkåren. Under militärtjänstgöringen tillbringade han 41 dagar i arresten på grund av ogiltig frånvaro. Efter att ha lämnat militären 1951 hade McQueen åter en rad diversearbeten, bland annat som bartender och TV-reparatör. Han började med teater 1952, då han slöt sig till Neighborhood Playhouse i New York och studerade teater för bland annat Uta Hagen.

### TV- och filmkarriär
Teatern ledde McQueen så småningom till TV och snart kom han till filmen där han bland annat fick huvudrollen i kultklassikern Faran från skyn (The Blob, 1958). Han fick sitt genombrott i TV-serien Wanted: Dead or Alive 1958 och han spelade även en roll i John Sturges film Nätternas eld (1959) med Frank Sinatra. Sturges gav McQueen därefter en huvudroll i 7 vågade livet (1960), vilket blev hans filmgenombrott. 
McQueens filmkarriär tog snabbt fart med roller i andra storfilmer, exempelvis Den stora flykten (1963). Han fick sin enda Oscarsnominering för rollen i Kanonbåten San Pablo (1966). McQueen blev snabbt en ikon genom sina roller som den tuffe med glimten i ögat. Bland annat i rollen som kommissarien Frank Bullitt i filmen Bullitt. I filmen genomför McQueen körandes en Ford Mustang GT 390 en biljakt genom San Francisco som blivit klassisk. Hans status som stilikon befästes även genom rollen i Äventyraren Thomas Crown där han spelade mot Faye Dunaway. Under 1960- och 1970-talen var McQueen en av filmens populäraste och högst betalda stjärnor. Han var privat mycket motorintresserad och en duktig förare, vilket han visar i filmerna Bullitt (1968) och Le Mans (1971). 
Filmen Le Mans blev ingen framgång men framgångarna fortsatte under 1970-talet med Getaway - rymmarna (med frun Ali MacGraw som McQueen träffade under inspelningen av Getaway), Papillon och Skyskrapan brinner!. I Skyskrapan brinner! spelade han mot Paul Newman. Efter Skyskrapan brinner! drog sig McQueen tillbaka från offentligheten och fokuserade på motorcykelracing och reste genom USA. 1978 gjorde han comeback i An Enemy of the People baserad på Henrik Ibsens pjäs En folkefiende. McQueens två sista filmer, Tom Horn och Människojägaren, kom båda 1980.

### Sjukdom och död
1979 genomgick McQueen en undersökning, som visade att han hade malignt mesoteliom, ett slags cancer i lungsäcken som oftast orsakas av asbestexponering. Han hade kommit i kontakt med asbest både under tiden i marinkåren och i samband med sin racinghobby. McQueen dog 1980 i komplikationer som uppstod i samband med en operation för att ta bort en tumör.

## Familj
McQueen gifte sig med Neile Adams 1956. De fick dottern Terry, född 1959, och en son, född 1960. Sonen Chad McQueen (1960-2024) var skådespelare, filmproducent, kampsportare och racingförare. De skilde sig 1972. 1973 gifte sig McQueen med Ali MacGraw. De skilde sig 1978. En kort period före sin död var han gift med Barbara Minty.

## Filmografi (urval)

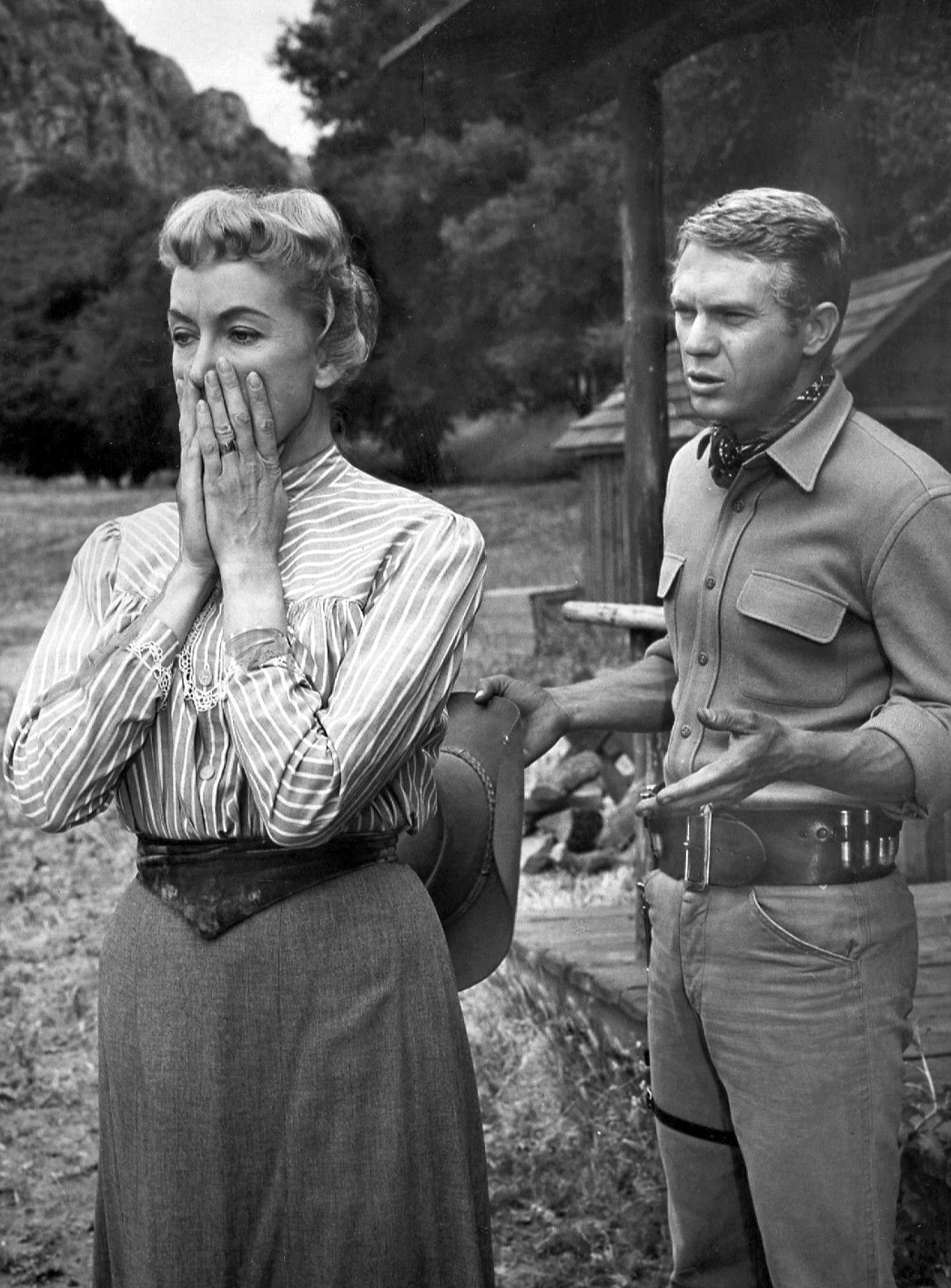
Virginia Gregg och Steve McQueen i en scen från Wanted: Dead or Alive 1959.

- 1956 – Falskt alibi
- 1956 – Gatans kung
- 1958 – Faran från skyn
- 1959 – Bankrånet
- 1959 – Nätternas eld
- 1960 – 7 vågade livet
- 1961 – Ett helvete för hjältar
- 1961 – Flottans gullgossar
- 1961 – Stridsflygaren
- 1963 – Natt med en främling
- 1963 – Vild och galen
- 1963 – Den stora flykten
- 1965 – Popsångare på glid
- 1965 – Cincinnati Kid
- 1965 – Nevada Smith
- 1966 – Kanonbåten San Pablo
- 1968 – Bullitt
- 1968 – Äventyraren Thomas Crown
- 1969 – Leva rövare
- 1971 – Le Mans
- 1971 – On Any Sunday
- 1972 – Junior Bonner
- 1972 – Getaway - rymmarna
- 1973 – Papillon
- 1974 – Skyskrapan brinner!
- 1979 – An Enemy of the People[a]
- 1980 – Tom Horn
- 1980 – Människojägaren